# Club de béisbol y softbol Sant Boi
El Club de Béisbol y Softbol Sant Boi es un club deportivo dedicado al béisbol y al sófbol ubicado en San Baudilio de Llobregat, Cataluña (España). Compite en la Liga española de béisbol y la Liga Española de Sófbol.

## Historia
El Club de béisbol y softbol Sant Boi fue fundado en el año 1972. Hasta el año 1983 se llamó Cinco Rosas, nombre del barrio donde está ubicado el club, pero fue a partir de esa fecha cuando cambió su nombre para representar a toda la ciudad. En los primeros años su terreno de juego era el campo de fútbol que tenía que compartir con todos los equipos del barrio hasta que se trasladó a un descampado que lentamente fue transformando hasta conseguir el estadio que hoy posee. El 24 de enero de 2009, cuatro niños murieron y otros resultaron gravemente heridos cuando parte de las instalaciones se hundieron sobre ellos a causa de la mala construcción de un edificio.

## Instalaciones
Campo de béisbol de hierba natural con iluminación, gradas y vesturarios. 
Campo de softbol de tierra batida y césped artificial con iluminación. En este campo juegan también las categorías inferiores de béisbol y se están realizando obras de construcción de vestuarios y gradas.
Dos túneles de bateo descubiertos.
Un gran túnel de bateo cubierto que también es sala polivalente.
Gimnasio, oficinas y local social.

## Categorías
En la actualidad cuenta con más de 150 deportistas de ambos sexos divididos en la escuela de formación, Sub-10, Sub-12, Sub-14, Sub-16, Sub-18, Sénior 1.ª División y Sénior DH (División de Honor), Softbol Sub-16, Softbol Sub-18 y Softbol Sénior 1.ª División y Softbol DH (División de Honor).

## Palmarés

### Torneos nacionales
- 2 Ligas españolas de béisbol (2003 y 2010)
- 3 Copas del Rey (2002, 2003 y 2006)
- 1 Liga Nacional Sófbol Femenino División de Honor (2013)
- 1 Copa de SM la Reina (2013)
- 8 Campeonato de Cataluña de Béisbol|Campeonatos de Cataluña (1998, 1999, 2000, 2001, 2002, 2003, 2004 y 2005)